# Süderstapel
Süderstapel este o comună din landul Schleswig-Holstein, Germania.